# Бишево (Комижа)
Бишево (хорв. Biševo) — населений пункт у Хорватії, у Сплітсько-Далматинській жупанії у складі міста Комижа.

## Населення
Населення за даними перепису 2011 року становило 15 осіб.
Динаміка чисельності населення поселення:

## Клімат
Середня річна температура становить 16,10 °C, середня максимальна – 26,77 °C, а середня мінімальна – 4,47 °C. Середня річна кількість опадів – 542 мм.
| Клімат поселення                              | Клімат поселення | Клімат поселення | Клімат поселення | Клімат поселення | Клімат поселення | Клімат поселення | Клімат поселення | Клімат поселення | Клімат поселення | Клімат поселення | Клімат поселення | Клімат поселення | Клімат поселення |
| Показник                                      | Січ.             | Лют.             | Бер.             | Квіт.            | Трав.            | Черв.            | Лип.             | Серп.            | Вер.             | Жовт.            | Лист.            | Груд.            |                  |
| Середній максимум, °C                         | 13,49            | 13,38            | 15,09            | 17,68            | 22,43            | 26,72            | 26,77            | 26,49            | 23,47            | 19,66            | 15,67            | 12,66            |                  |
| Середня температура, °C                       | 9,04             | 8,92             | 10,65            | 13,23            | 17,99            | 22,28            | 24,53            | 24,19            | 21,21            | 17,38            | 13,43            | 10,38            |                  |
| Середній мінімум, °C                          | 4,58             | 4,47             | 6,21             | 8,79             | 13,53            | 17,84            | 22,23            | 21,91            | 18,93            | 15,13            | 11,13            | 8,11             |                  |
| Норма опадів, мм                              | 52               | 43               | 47               | 42               | 35               | 30               | 18               | 32               | 51               | 59               | 71               | 62               |                  |
| Середньомісячна швидкість вітру, м/с          | 3.95             | 4.08             | 4.09             | 3.83             | 3.33             | 3.04             | 3.09             | 2.95             | 3.30             | 3.58             | 4.32             | 4.15             |                  |
| Середньомісячна сонячна радіація, кДж/м²·день | 5704             | 8503             | 12353            | 17029            | 21133            | 23877            | 25308            | 22143            | 16488            | 10885            | 6256             | 4830             |                  |
| --------------------------------------------- | ---------------- | ---------------- | ---------------- | ---------------- | ---------------- | ---------------- | ---------------- | ---------------- | ---------------- | ---------------- | ---------------- | ---------------- | ---------------- |
| Джерело:                                      |                  |                  |                  |                  |                  |                  |                  |                  |                  |                  |                  |                  |                  |